# Sasha Argov
Pour les articles homonymes, voir Argov.
Alexandre "Sasha" Argov (hébreu : סשה ארגוב, né Alexandre Abramovich à Moscou, le 26 octobre 1914 et décédé à Tel-Aviv, le 27 septembre 1995) était un compositeur israélien de premier plan,,,,,.

## Enfance et émigration
Argov est né à Moscou. Il émigra en Palestine mandataire en 1934, avec ses parents.

## Carrière musicale
Enfant précoce, il commença à composer dès l'âge de cinq ans, avant d'entamer sa formation en musique un an plus tard. Il a composé des centaines de chansons populaires,. Parmi elles, des chansons pour les Forces de Défense d'Israël, le cinéma et le théâtre,,.
Il a collaboré avec Chaim Hefer et Matti Caspi, dont deux des albums comportent uniquement des mélodies écrites par Argov.
En 1988, il reçut le prix Israël de la chanson en hébreu.